# Stazione di Ogura
La stazione di Ogura (小倉駅?, Ogura-eki) è una stazione ferroviaria della città di Uji, nella prefettura di Kyoto, in Giappone, servente la linea Kintetsu Kyōto delle Ferrovie Kintetsu, che congiunge Kyoto con Nara. Dista 11,4 km dal capolinea di Kyoto Centrale.

## Linee
Ferrovie Kintetsu
● Linea Kintetsu Kyōto

## Aspetto
La stazione è costituita da 2 binari passanti in superficie con due marciapiedi laterali, ciascuno con un mezzanino separato in base alla direzione.
| 1 | ■ Linea Kintetsu Kyōto | per Shin-Tanabe, Yamato-Saidaiji, Nara, Tenri, Yamato-Yagi, Kashiharajingū-mae e Yoshino |
| 2 | ■ Linea Kintetsu Kyōto | per Tambabashi, Takeda, Tōji, Kyoto e Kokusaikaikan                                      |

## Stazioni adiacenti
| «                    | Servizio             | »                    |
| Linea Kintetsu Kyoto | Linea Kintetsu Kyoto | Linea Kintetsu Kyoto |
| -------------------- | -------------------- | -------------------- |
| Mukaijima            | Locale               | Iseda                |
| Mukaijima            | Semiespresso         | Iseda                |
| Transito             | Espresso             | Transito             |